# Lymeon variicoxa
Lymeon variicoxa là một loài tò vò trong họ Ichneumonidae.